# Marcel Hug
Marcel Hug (Pfyn, 16 gennaio 1986) è un atleta paralimpico svizzero appartenente alla categoria T54 e specializzato nei 400 metri piani, nel mezzofondo e nella maratona.

## Biografia
Nato affetto da spina bifida, iniziò a praticare la corsa in carrozzina nel 1996, gareggiando per la prima volta lo stesso anno in una gara a Schenkon, in Svizzera.
Nel 2002 partecipò al suo primo campionato internazionale, i mondiali paralimpici di Lilla, dove però non ottenne ottimi piazzamenti, ad eccezione del quarto posto nella Staffetta 4×100 metri T53-54. Nel 2004 prese parte ai Giochi paralimpici di Atene, dove conquistò due medaglie di bronzo negli 800 e 1500 metri piani T54. Due anni dopo, ai mondiali paralimpici di Assen 2006 riuscì a portare a casa la medaglia d'oro nei 10 000 metri piani T54 e tre medaglie d'argento nei 400, 800 e 5000 metri piani T54.
Nel 2008, alla sua seconda esperienza ai Giochi paralimpici di Pechino, raggiunse il quarto posto nei 5000 metri piani e il quinto posto nei 400 e negli 800 metri piani. Furono invece quattro le medaglie d'argento che conquistò ai mondiali paralimpici di Christchurch 2011, nei 400, 800, 1500 e 5000 metri piani T54, che si aggiunsero alla medaglia d'oro ottenuta nei 10 000 metri piani T54.
Due medaglie d'argento arrivarono anche ai Giochi paralimpici di Londra 2012 negli 800 metri piani e nella maratona T54, ma fu il 2013 il primo anno di grandi successi: ai mondiali paralimpici di Lione conquistò le medaglie d'oro nei 400, 1500, 5000 e 10 000 metri piani T54 e nella maratona T54, oltre alla medaglia d'argento negli 800 metri piani T54.
Dopo aver conquistato altri tre ori e un bronzo ai campionati europei paralimpici di Swansea 2014 e un argento e un bronzo ai mondiali paralimpici di Doha 2015, è tornato a gareggiare ai Giochi paralimpici di Rio de Janeiro 2016, tornando a casa con due argenti nei 1500 e 5000 metri piani T54 e due ori negli 800 metri piani e nella maratona T54.
Ai mondiali paralimpici di Londra 2017 ha conquistato tre medaglie d'oro negli 800, 1500 e 5000 metri piani T54 e nelle medesime specialità ha ottenuto tre ulteriori ori agli europei paralimpici di Berlino 2018.
Nel 2019 ha conquistato la medaglia d'argento ai mondiali di maratona paralimpico e due argenti e un bronzo ai mondiali paralimpici di Dubai.
Nel 2021, dopo le tre medaglie d'oro negli 800, 1500 e 5000 metri piani T54 ai campionati europei paralimpici di Bydgoszcz, ha conquistato quattro medaglie d'oro ai Giochi paralimpici di Tokyo negli 800, 1500, 5000 metri piani e nella maratona T54. Sempre in quest'occasione ha fatto registrare il nuovo record mondiale paralimpico nei 1500 metri piani T54. Tre anni dopo vince l'oro nella maratona, due argenti e un bronzo alle Paralimpiadi di Parigi.

## Palmarès
| Anno | Manifestazione                   | Sede           | Evento                   | Risultato | Prestazione | Note                  |
| ---- | -------------------------------- | -------------- | ------------------------ | --------- | ----------- | --------------------- |
| 2002 | Mondiali paralimpici             | Lilla          | 200 m piani T54          | 13º       | 29"95       |                       |
| 2002 | Mondiali paralimpici             | Lilla          | 400 m piani T54          | 15º       | 56"45       |                       |
| 2002 | Mondiali paralimpici             | Lilla          | 1500 m piani T54         | 29º       | 3'28"46     |                       |
| 2002 | Mondiali paralimpici             | Lilla          | Staffetta 4×100 m T53-54 | 4º        | 58"39       |                       |
| 2004 | Giochi paralimpici               | Atene          | 400 m piani T54          | 8º        | 49"39       |                       |
| 2004 | Giochi paralimpici               | Atene          | 800 m piani T54          | Bronzo    | 1'32"66     |                       |
| 2004 | Giochi paralimpici               | Atene          | 1500 m piani T54         | Bronzo    | 3'05"48     |                       |
| 2004 | Giochi paralimpici               | Atene          | 5000 m piani T54         | 6º        | 10'25"51    |                       |
| 2004 | Giochi paralimpici               | Atene          | Staffetta 4×100 m T53-54 | 6º        | 54"75       |                       |
| 2004 | Giochi paralimpici               | Atene          | Staffetta 4×400 m T53-54 | 6º        | 3'19"23     |                       |
| 2006 | Mondiali paralimpici             | Assen          | 400 m piani T54          | Argento   | 48"97       |                       |
| 2006 | Mondiali paralimpici             | Assen          | 800 m piani T54          | Argento   | 1'39"10     |                       |
| 2006 | Mondiali paralimpici             | Assen          | 1500 m piani T54         | 8º        | 3'17"61     |                       |
| 2006 | Mondiali paralimpici             | Assen          | 5000 m piani T54         | Argento   | 11'20"68    |                       |
| 2006 | Mondiali paralimpici             | Assen          | 10 000 m piani T54       | Oro       | 23'06"71    |                       |
| 2006 | Mondiali paralimpici             | Assen          | Maratona T54             | 4º        | 1h29'57"    |                       |
| 2006 | Mondiali paralimpici             | Assen          | Staffetta 4×100 m T53-54 | 8º        | 57"56       |                       |
| 2006 | Mondiali paralimpici             | Assen          | Staffetta 4×400 m T53-54 | 6º        | 3'33"50     |                       |
| 2008 | Giochi paralimpici               | Pechino        | 400 m piani T54          | 5º        | 47"67       |                       |
| 2008 | Giochi paralimpici               | Pechino        | 800 m piani T54          | 5º        | 1'37"51     |                       |
| 2008 | Giochi paralimpici               | Pechino        | 1500 m piani T54         | dnf       | dnf         |                       |
| 2008 | Giochi paralimpici               | Pechino        | 5000 m piani T54         | 4º        | 10'23"20    |                       |
| 2008 | Giochi paralimpici               | Pechino        | Maratona T54             | dnf       | dnf         |                       |
| 2011 | Mondiali paralimpici             | Christchurch   | 100 m piani T54          | Finale    | dq          |                       |
| 2011 | Mondiali paralimpici             | Christchurch   | 200 m piani T54          | Finale    | dq          |                       |
| 2011 | Mondiali paralimpici             | Christchurch   | 400 m piani T54          | Argento   | 48"16       |                       |
| 2011 | Mondiali paralimpici             | Christchurch   | 800 m piani T54          | Argento   | 1'37"30     |                       |
| 2011 | Mondiali paralimpici             | Christchurch   | 1500 m piani T54         | Argento   | 3'11"13     |                       |
| 2011 | Mondiali paralimpici             | Christchurch   | 5000 m piani T54         | Argento   | 10'48"70    |                       |
| 2011 | Mondiali paralimpici             | Christchurch   | 10 000 m piani           | Oro       | 22'16"83    |                       |
| 2011 | Mondiali paralimpici             | Christchurch   | Maratona T54             | dnf       | dnf         |                       |
| 2012 | Giochi paralimpici               | Londra         | 400 m piani T54          | 5º        | 47"80       |                       |
| 2012 | Giochi paralimpici               | Londra         | 800 m piani T54          | Argento   | 1'37"84     |                       |
| 2012 | Giochi paralimpici               | Londra         | 1500 m piani T54         | 4º        | 3'12"76     |                       |
| 2012 | Giochi paralimpici               | Londra         | 5000 m piani T54         | 4º        | 11'08"16    |                       |
| 2012 | Giochi paralimpici               | Londra         | Maratona T54             | Argento   | 1h30'21"    |                       |
| 2013 | Mondiali paralimpici             | Lione          | 400 m piani T54          | Oro       | 47"15       | Record dei campionati |
| 2013 | Mondiali paralimpici             | Lione          | 800 m piani T54          | Argento   | 1'38"04     |                       |
| 2013 | Mondiali paralimpici             | Lione          | 1500 m piani T54         | Oro       | 3'08"16     |                       |
| 2013 | Mondiali paralimpici             | Lione          | 5000 m piani T54         | Oro       | 10'20"16    | Record dei campionati |
| 2013 | Mondiali paralimpici             | Lione          | 10 000 m piani T54       | Oro       | 23'04"75    |                       |
| 2013 | Mondiali paralimpici             | Lione          | Maratona T54             | Oro       | 1h28'44"    |                       |
| 2014 | Europei paralimpici              | Swansea        | 400 m piani T54          | Bronzo    | 49"39       |                       |
| 2014 | Europei paralimpici              | Swansea        | 800 m piani T54          | Oro       | 1'37"77     |                       |
| 2014 | Europei paralimpici              | Swansea        | 1500 m piani T54         | Oro       | 3'21"55     |                       |
| 2014 | Europei paralimpici              | Swansea        | 5000 m piani T54         | Oro       | 11'36"19    |                       |
| 2015 | Mondiali paralimpici             | Doha           | 400 m piani T54          | 4º        | 47"26       |                       |
| 2015 | Mondiali paralimpici             | Doha           | 800 m piani T54          | Bronzo    | 1'35"66     |                       |
| 2015 | Mondiali paralimpici             | Doha           | 1500 m piani T54         | 5º        | 3'04"97     |                       |
| 2015 | Mondiali paralimpici             | Doha           | 5000 m piani T54         | Argento   | 10'56"32    |                       |
| 2016 | Giochi paralimpici               | Rio de Janeiro | 800 m piani T54          | Oro       | 1'33"76     |                       |
| 2016 | Giochi paralimpici               | Rio de Janeiro | 1500 m piani T54         | Argento   | 3'00"65     |                       |
| 2016 | Giochi paralimpici               | Rio de Janeiro | 5000 m piani T54         | Argento   | 11'02"04    |                       |
| 2016 | Giochi paralimpici               | Rio de Janeiro | Maratona T54             | Oro       | 1h26'16"    |                       |
| 2017 | Mondiali paralimpici             | Londra         | 400 m piani T54          | 4º        | 46"58       |                       |
| 2017 | Mondiali paralimpici             | Londra         | 800 m piani T54          | Oro       | 1'38"40     |                       |
| 2017 | Mondiali paralimpici             | Londra         | 1500 m piani T54         | Oro       | 3'04"33     |                       |
| 2017 | Mondiali paralimpici             | Londra         | 5000 m piani T54         | Oro       | 11'10"72    |                       |
| 2018 | Europei paralimpici              | Berlino        | 800 m piani T54          | Oro       | 1'39"89     |                       |
| 2018 | Europei paralimpici              | Berlino        | 1500 m piani T54         | Oro       | 3'23"18     |                       |
| 2018 | Europei paralimpici              | Berlino        | 5000 m piani T54         | Oro       | 11'44"92    |                       |
| 2019 | Mondiali di maratona paralimpica | Londra         | Maratona T54             | Argento   | 1'33"42     |                       |
| 2019 | Mondiali paralimpici             | Dubai          | 800 m piani T54          | Argento   | 1'32"89     |                       |
| 2019 | Mondiali paralimpici             | Dubai          | 1500 m piani T54         | Bronzo    | 3'01"26     |                       |
| 2019 | Mondiali paralimpici             | Dubai          | 5000 m piani T54         | Argento   | 10'33"10    |                       |
| 2021 | Europei paralimpici              | Bydgoszcz      | 800 m piani T54          | Oro       | 1'37"20     | Record dei campionati |
| 2021 | Europei paralimpici              | Bydgoszcz      | 1500 m piani T54         | Oro       | 3'00"37     | Record dei campionati |
| 2021 | Europei paralimpici              | Bydgoszcz      | 5000 m piani T54         | Oro       | 10'57"80    |                       |
| 2021 | Giochi paralimpici               | Tokyo          | 800 m piani T54          | Oro       | 1'33"68     |                       |
| 2021 | Giochi paralimpici               | Tokyo          | 1500 m piani T54         | Oro       | 2'49"55     | Record mondiale       |
| 2021 | Giochi paralimpici               | Tokyo          | 5000 m piani T54         | Oro       | 10'29"90    |                       |
| 2021 | Giochi paralimpici               | Tokyo          | Maratona T54             | Oro       | 1h24'02"    |                       |
| 2023 | Mondiali paralimpici             | Parigi         | 800 m piani T54          | Oro       | 1'29"00     | Record dei campionati |
| 2023 | Mondiali paralimpici             | Parigi         | 1500 m piani T54         | Oro       | 2'51"32     | Record dei campionati |
| 2023 | Mondiali paralimpici             | Parigi         | 5000 m piani T54         | Oro       | 9'35"78     | Record dei campionati |
| 2024 | Giochi paralimpici               | Parigi         | 800 m piani T54          | Bronzo    | 1'30"98     |                       |
| 2024 | Giochi paralimpici               | Parigi         | 1500 m piani T54         | Argento   | 2'52"59     |                       |
| 2024 | Giochi paralimpici               | Parigi         | 5000 m piani T54         | Argento   | 10'55"78    |                       |
| 2024 | Giochi paralimpici               | Parigi         | Maratona T54             | Oro       | 1h27'39"    |                       |